# Rodolfo Casamiquela
Rodolfo Casamiquela (Ingeniero Jacobacci, provincia de Río Negro, 11 de diciembre de 1932 - Cipolletti, Río Negro, 5 de diciembre de 2008) fue un paleontólogo, arqueólogo, historiador, escritor y docente argentino, conocido por haber descubierto el dinosaurio Pisanosaurus mertii en 1967 y por su trabajo con el último hablante del idioma puelche (gününa yajüch).
Parte de su archivo, con gran cantidad de documentos inéditos propios y otros obtenidos a lo largo de sus estudios en la Patagonia, fue entregado por su viuda Noemí Villaverde a la Biblioteca Popular Agustín Álvarez (BPAA), ubicada en la ciudad de Trelew, provincia del Chubut. Esta colección fue denominada Colección Casamiquela.

## Premios
- Konex Platino (2006)

## Publicaciones
Ha publicado, en total, más de veinte libros y numerosos trabajos de investigación. Entre ellos, se destacan:
- Sobre la significación mágica del arte rupestre nordpatagónico (1960)
- Estudio de Nillatum y la religión araucana (1964)
- Rectificaciones y ratificaciones hacia una interpretación definitiva del panorama etnológico de la Patagonia y área septentrional adyacente (1965)
- Noticias sobre una breve expedición arqueológica a la zona de Lihuel Calel (provincia de la Pampa) y observaciones complementarias (1967)
- En pos del gualicho (1988)
- El otro lado de los viajes (1993)
- Toponimia indígena de la provincia de La Pampa (2005)
- Los ríos mesetarios norpatagónicos: aguas generosas del Ande al Atlántico (2010, publicación póstuma, con varios autores)